# Nina Wrobel
Nina Wrobel (* 28. Juli 1983 in München als Nina Lisa Marie Göhl) ist eine ehemalige deutsche Mountainbikefahrerin, die heute als Ärztin aktiv ist.

## Werdegang
Wrobel wuchs mit ihrem Zwillingsbruder und sieben jüngeren Geschwistern in Argenbühl im Allgäu auf. Dort entdeckte sie 1998 ihre Liebe zum Radsport.
1999 gewann sie in der Jugendklasse im Cross-Country den Titel, was ihr den Sprung in die deutsche Nationalmannschaft ermöglichte.
Nach dem Abitur begann sie im Oktober 2004 ein Medizinstudium in Freiburg. Seit 2007 studierte sie nur noch im Wintersemester und nutzt den Sommer fürs Training und für die Rennen.
Zu ihren größten Erfolgen zählen neben dem deutschen Meistertitel im MTB Marathon 2006, der Gewinn des Weltcuprennens in Fort William, Schottland, ebenfalls im Jahre 2006.
Sie fuhr für die Radunion Wangen und bis 2009 für das Multivan Merida Biking Team. Danach trat sie in das Rothaus Poison-Bikes Team aus Freiburg ein, für welches sie aber aus gesundheitlichen Gründen keine Rennen mehr fuhr. 2009 erklärte sie ihre aktive Zeit für beendet, da ihr die Doppelbelastung mit dem Studium zu viel wurde.
2014 trat sie wieder sportlich in Erscheinung und belegte bei den Europameisterschaften in St. Wendel hinter Tanja Žakelj den 17. Rang. Sie nahm an der Mountainbike-Weltmeisterschaft in Norwegen teil und startete 2014 und 2015 im Mountainbike-Weltcup.

2016 erklärte sie ihre Radsportkarriere erneut für beendet.
Im Juni 2018 wurde die 34-Jährige Zweite beim Black Forest Ultra Bike Marathon auf der Speed Track-Strecke (51,6 km).
Nina Wrobel ist seit 2007 mit Oliver Wrobel verheiratet und sie schloss ihr Studium 2012 mit dem Staatsexamen ab. Seit Ende 2013 arbeitet sie als Ärztin am Universitätsklinik Freiburg.
2017 kam ihre Tochter zur Welt.